# Enicoptera gigantea
Enicoptera gigantea är en tvåvingeart som beskrevs av Günther Enderlein 1911. Enicoptera gigantea ingår i släktet Enicoptera och familjen borrflugor. Inga underarter finns listade i Catalogue of Life.